# Car Kałojan (miasto)
Car Kałojan (bułg. Цар Калоян) – miasto w Bułgarii, w obwodzie Razgrad, siedziba gminy Car Kałojan. W 2019 roku liczyło 3153 mieszkańców.